# Marinelazarett Flensburg-Mürwik

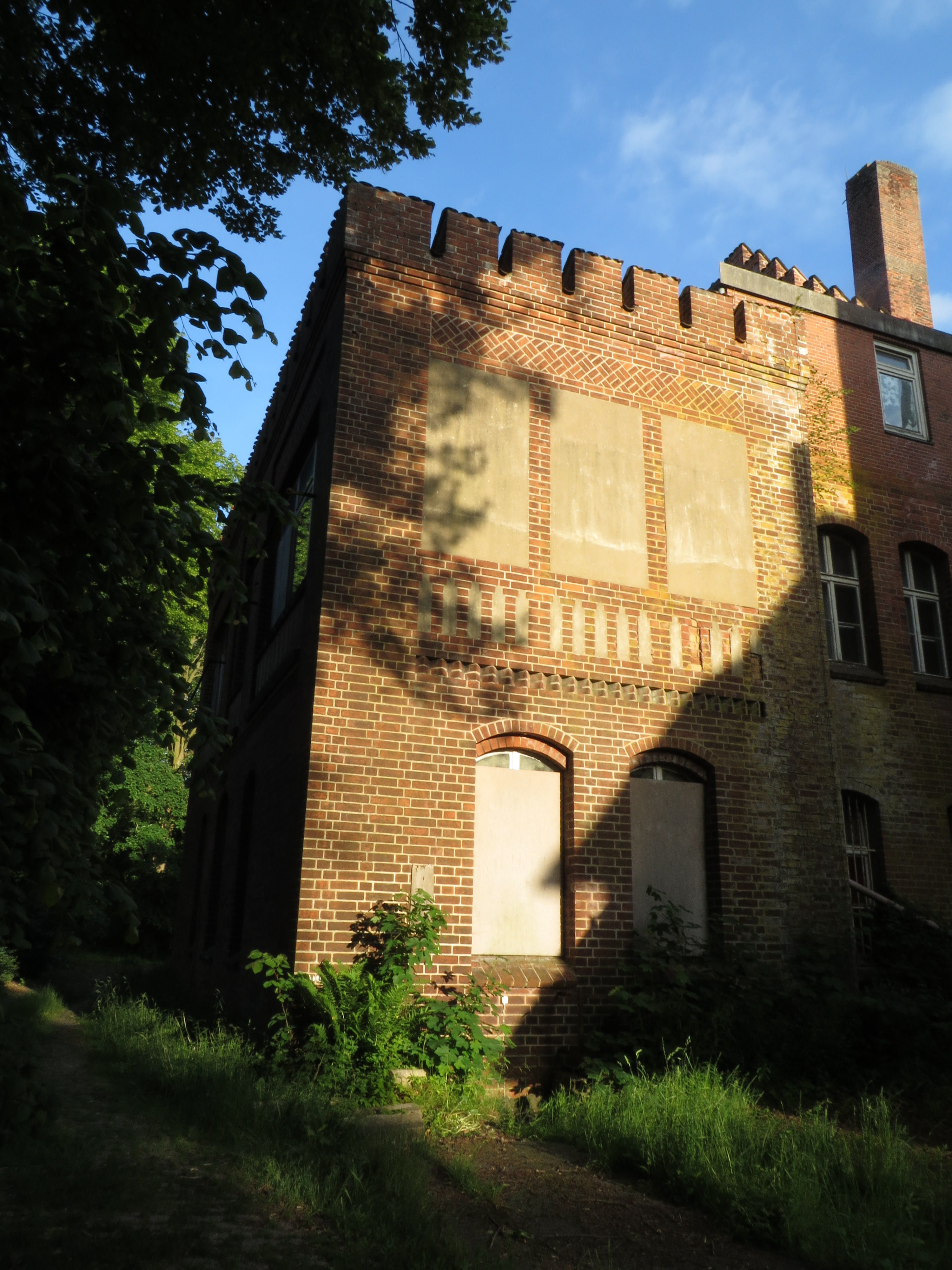
Zinnen am Gebäude des Krankenblockes (Hauptgebäude) vom Marinelazarett (2014)

Das Marinelazarett in Flensburg-Mürwik, im Stadtbezirk Stützpunkt, ist ein Gebäudekomplex, der als Marinelazarett und später unter dem Namen Klinik Ost als Städtisches Krankenhaus diente. Mit verschiedenen Gebäuden, unter anderem dem Marine-Wasserturm, bildet es den Vorburgbereich der Marineschule Mürwik.

## Geschichte

### Von der Bauplanung bis zur Eröffnung 1910

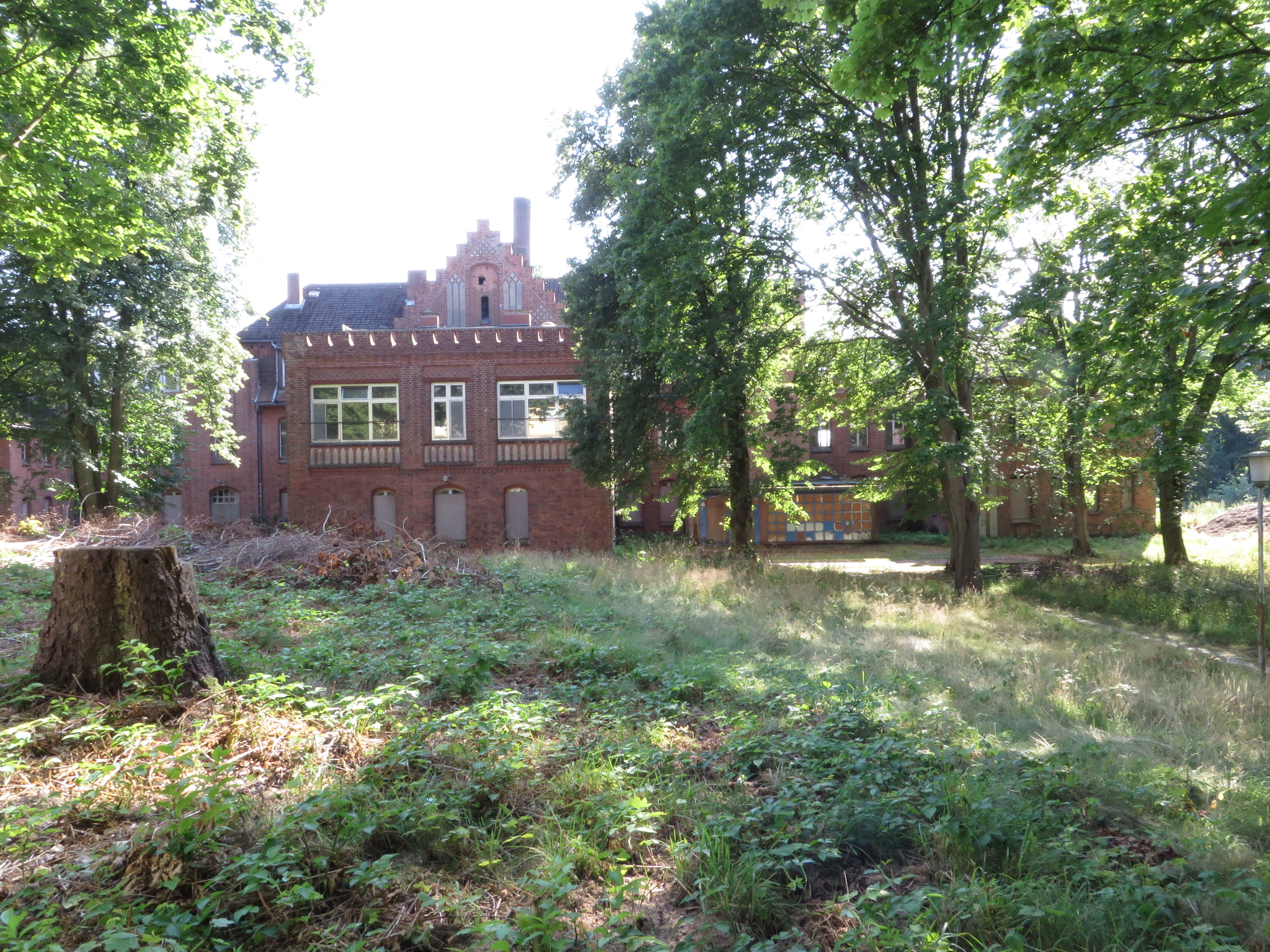
Das Gelände des Marinelazarettes mit dem Krankenblock (2014)

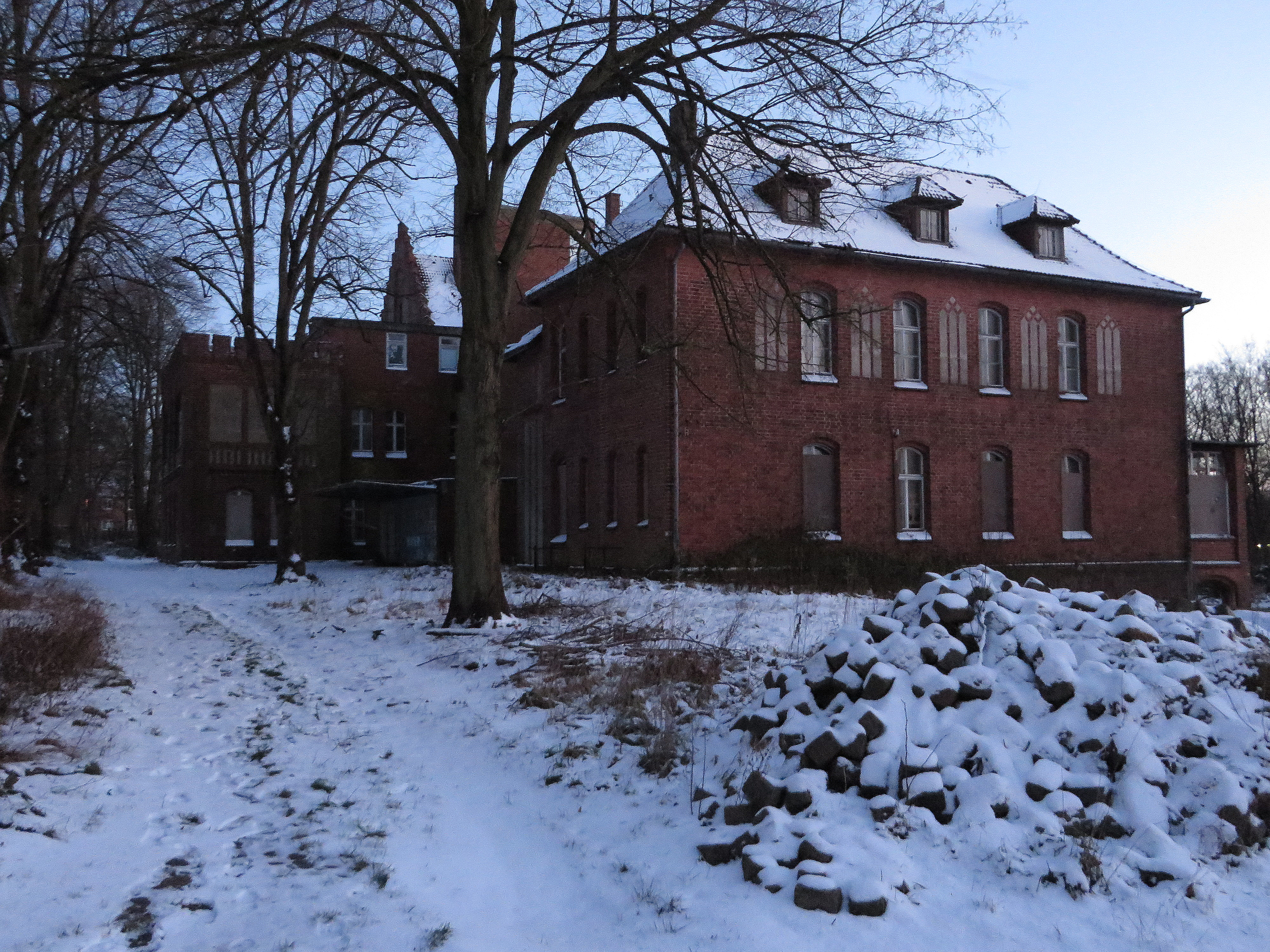
Das Hauptgebäude im Winter (2015)

Im Jahr 1902 hatte die Admiralität erwogen, eine Marineanstalt an der Ostseeküste Schleswig-Holsteins zu errichten. Die Stadt Flensburg hatte darauf 15 Hektar Fläche am Ende der Osbek in Mürwik für dieses Projekt kostenlos zur Verfügung gestellt. Fünf Jahre später wurde mit dem Bau der Marineschule begonnen. 1907 sollten mit einem weiteren Bauabschnitt im Südwesten der Marineschule die Gebäude des Marinelazaretts entstehen.
Die Entwürfe für die Gebäude des Marinelazaretts wurden im Dezember des Jahres 1907 von den beiden Architekten Heino Schmieden und Julius Boethke fertiggestellt. Im darauffolgenden Jahr wurden sie vom Reichsmarineamt geprüft und genehmigt. Für die Baupläne des Marinelazarett, an denen auch Heinrich Schmieden mitarbeitete, wurde dieser 1909 mit dem Roter Adlerorden IV. Klasse ausgezeichnet. Julius Boethke erhielt die Königliche Krone für den Roter Adlerorden IV. Klasse.
Im Jahr 1908 wurde mit dem Bau des Marinelazaretts begonnen. Es wurde in einem an die Marineschule angeglichenen Baustil der Backsteingotik errichtet. Das Marinelazarett bestand aus dem großen Krankenblock (beziehungsweise dem Hauptgebäude), dem Verwaltungsgebäude, dem Wirtschaftsgebäude, der Isolierstation und dem Leichenhaus. Außerdem war noch ein Schuppen errichtet worden. Erst etwas später, im Jahre 1912, entstand offenbar die Chefarztvilla, die abseits, am nordöstlichen Rand zu finden ist.
Im Mai 1910 war der Bau des Marinelazaretts abgeschlossen. Seitdem standen 100 Betten zur Versorgung der Marinesoldaten zur Verfügung. 
Vermutlich 1911/1912 wurde zudem nahe dem Marinelazarett die Torwache der Marineschule Mürwik errichtet. Im Bauplan der Marineschule von Adalbert Kelm, auf der das Marinelazarett mit eingezeichnet war, ist östlich vom Krankenblock außerdem noch der gestrichelte Umriss eines möglichen Erweiterungsbaus eingezeichnet, welcher kleiner, aber doch ähnlich dem Krankenblock gewesen wäre, aber nie realisiert wurde. 
Mit dem 1. April 1910 wurden Fruerlund, Twedt, Twedter Holz und Engelsby von der Stadt Flensburg eingemeindet. Die Marineschule mit dem Marinelazarett kam mit Twedter Holz zur Stadt.
Die Marineschule wurde am 21. November 1910 durch Kaiser Wilhelm II. eröffnet. Das Krankenhauswesen in Flensburg bestand damals aus der Diakonissenanstalt und dem Franziskus-Hospital. Zudem errichtete die Stadt kurz zuvor, um das Jahr 1907, das Cholerahaus in der Südstadt, aus welchem sich in Folge die Städtischen Krankenanstalten entwickelten.
Zu dieser Zeit stand die Marineschule frei in der Landschaft. Die städtische Bebauung hatte sich noch nicht bis zu ihr ausgedehnt. Die Gesamtanlage zeigte so auch auf der zur Förde abgewandten Seite eine deutliche Burgoptik. Mit dem Bau der Gebäude für die Marineschule wurde es notwendig, diese an die städtische Infrastruktur anzuschließen. Ein starker Impuls zum Wachstum der Stadt nach Osten entfaltete sich.

### In der Zeit der Weimarer Republik
Mit der Reaktivierung des Standortes Flensburg-Mürwik durch die Reichsmarine war auch eine ärztliche Versorgung der Soldaten wieder vonnöten. Eine ärztliche Versorgung der Soldaten durch die städtischen Krankenhäuser war nicht möglich, da diese unter Platzmangel litten und Patienten daher häufig abgewiesen werden mussten. Die städtischen Krankenhäuser zeigten sich gegenüber der Marine dennoch bereit, chirurgische Krankenfälle in geringer Zahl zu übernehmen. Venerische Fälle wollte man jedoch grundsätzlich ablehnen. Daher reaktivierte die Marine das Lazarett am 10. September 1920. 
Anfang 1921 wurde gemäß einem Erlass des Reichswehrministeriums durch die ärztliche Abteilung des Hauptversorgungsamtes Altona die Wiederverwendung des Lazarettes durch die Marine geprüft und bestätigt. Das Marinelazarett sollte sich insbesondere um die Verletzungen, die innerhalb der Ausbildung beim Segel- und Sportdienst geschahen, kümmern. Auch die Familienangehörigen der Soldaten konnten sich behandeln lassen, womit die Belastung der städtischen Krankenhäuser ein wenig zurückging. Dennoch hätten die städtischen Krankenhäuser schon damals gerne das Lazarett übernommen, doch die Marine ging vor. Darüber hinaus wurden auch die Angehörigen der Reichswehr und die Angehörigen der Ordnungspolizei im Marinelazarett behandelt. Als Genesungsheim, Kuranstalt oder Heim für Lungenkranke sollte es nicht dienen, da keine Waldnähe vorlag und die Westküste Schleswig-Holsteins geeigneter erschien.

### Zur Zeit des Zweiten Weltkrieges

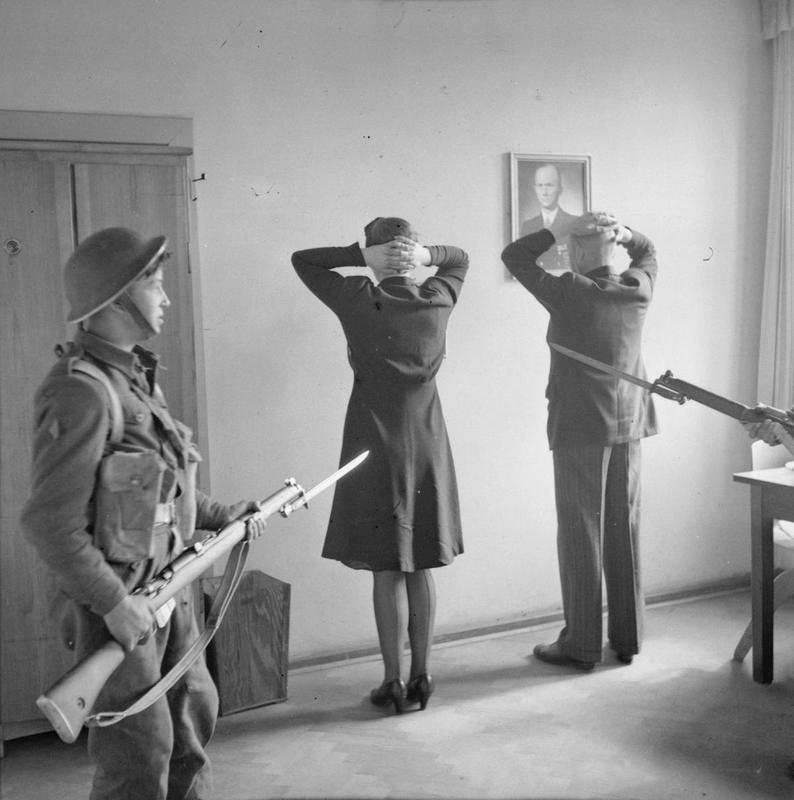
Im Mai 1945 fanden die Verhaftungen im Sonderbereich Mürwik statt. Karl Dönitz, dessen Porträt man im Hintergrund erkennen kann, soll vom Hospital aus abtransportiert worden sein

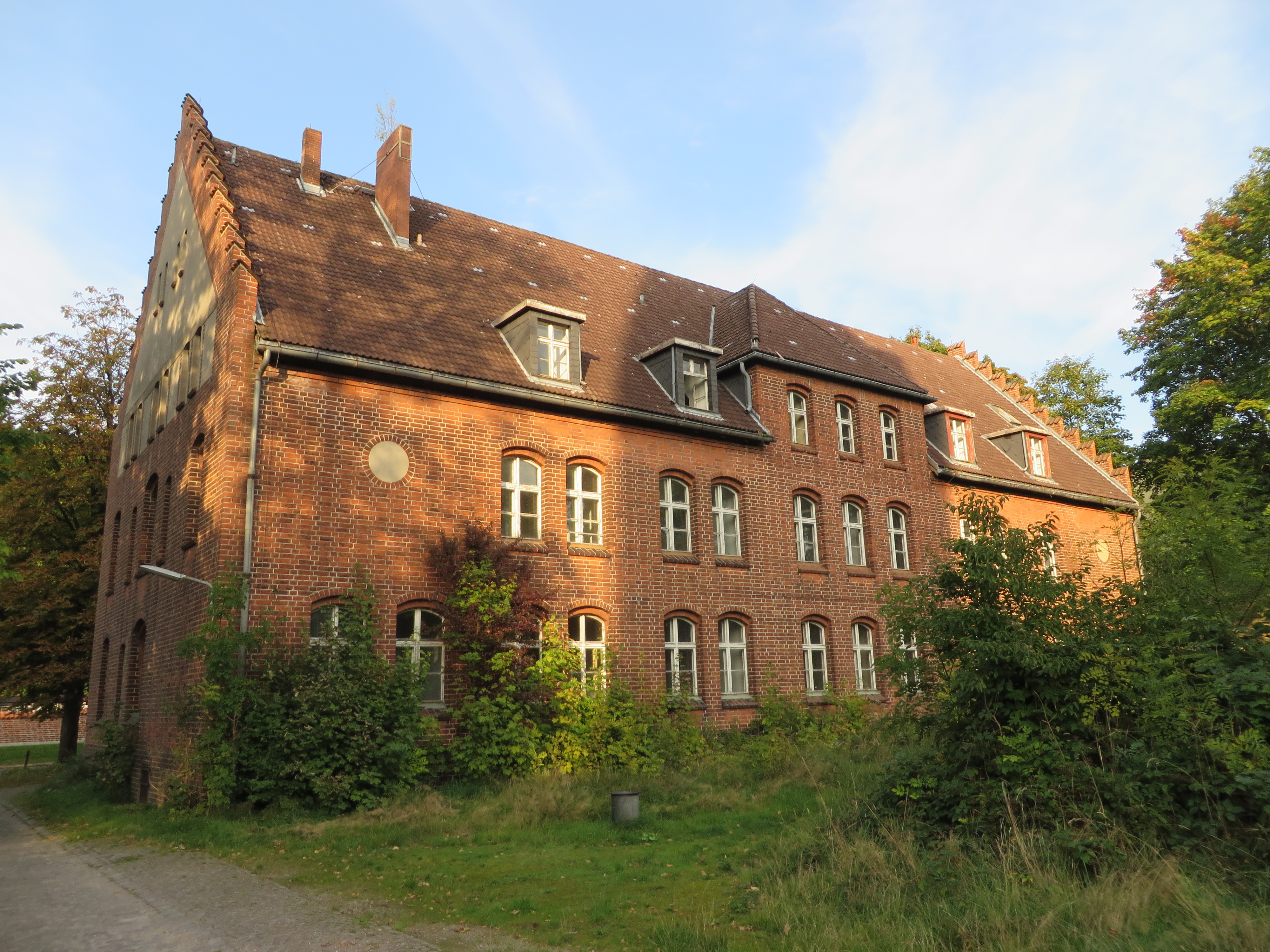
Das Verwaltungsgebäude (2014)

In der Zeit des Nationalsozialismus wurde der Stützpunkt Flensburg-Mürwik erheblich erweitert. So entstanden damals auch die zahlreichen Gebäude der benachbarten Mürwiker Nachrichtenschule. Im November 1939 entwarf der Landschaftsarchitekt Hermann Mattern einen Vorentwurf einer neu gestalteten Gartenanlage für einen offenbar neu geplanten militärischen Gebäudekomplex am Marinelazarett. Welche genaue Funktion der Gebäudekomplex haben sollte, ist unklar. Der Entwurf wurde nicht realisiert.
Ungefähr zu dieser Zeit war wohl auch angedacht worden, das Marinelazarett zu einer Ingenieursschule umzubauen. 1939/40 wurde offenbar stattdessen unweit an der Fördestraße der Stabszugsgebäudekomplex der Marineschule Mürwik errichtet, der zunächst als Ingenieur-Offiziersschule diente. Am 26. August 1939, während der Mobilmachung für den Überfall auf Polen, wurde das Marinelazarett, das als Standortlazarett Flensburg diente, zum Reservelazarett Flensburg umgegliedert. Es gehörte während des Zweiten Weltkrieges zu den Marinelazaretten der Kriegsmarine. Zum Schutz vor den Luftangriffen auf die Stadt, war ein Lazarettbunker geplant, der jedoch nie fertiggestellt wurde. Bis zum Herbst 1944 wurde lediglich eine Baugrube östlich des Hauptgebäudes für den geplanten Bunker ausgehoben, die heute nicht mehr erhalten ist.
Am Ende des Krieges gehörte das Marinelazarett zum Sonderbereich Mürwik. Große Teile des Hauptgebäudes der Marineschule gehörten in dieser Zeit ebenfalls zum Lazarett und wurden entsprechend genutzt.
Seit dem 2. Mai 1945 hielt sich der Reichsarzt der SS und der Polizei Karl Gebhardt im Raum von Flensburg auf. Im Marinelazarett soll er sich als Rot-Kreuz-General getarnt haben. Am 11. Mai, also kurz nach der Bedingungslosen Kapitulation (am 7./8. Mai), verließ er Flensburg im Gefolge von Heinrich Himmler, mit dem er auch gekommen war, in Richtung Süden, um dort weiter unterzutauchen, was aber trotz ausstaffierter falscher Identitäten misslang. Am 10. Mai 1945 um 15 Uhr beging das führende Mitglied der Waffen-SS Richard Glücks, der Chef der Inspektion der Konzentrationslager, im Marinelazarett Mürwik II Selbstmord mittels Cyanid, um der drohenden Verhaftung zu entgehen. Am 18. Mai 1945 wurde der NS-Chefideologe Alfred Rosenberg im Lazarett verhaftet. Er hatte einen schweren Bluterguss im Knöchel seines linken Beines. Einen Tag später wurde er mit dem Auto nach Kiel und von dort mit dem Flugzeug weiter nach Luxemburg gebracht, wo er mit anderen Hauptkriegsverbrechern im Palace-Hotel untergebracht wurde und auf den Prozess in Nürnberg gegen ihn warten musste. Am 27. Mai 1945 beging offenbar auch Enno Lolling im Marinelazarett Selbstmord. Lolling war 1917 und 1918 am Mürwiker Marinelazarett als Assistenzarzt tätig und beteiligte sich später als Mitglied der SS in leitender Funktion an den Verbrechen im KZ Dachau und im KZ Sachsenhausen.
Der US-amerikanische Reporter und Zeitzeuge Joseph C. Harsch berichtete zudem, dass Karl Dönitz sein Wohnquartier beim Mürwiker Hospital hatte (vgl. Kommandeursvilla), von wo er auch am 23. Mai 1945, kurz nach der Verhaftung von Albert Speer auf Schloss Glücksburg, durch britische Soldaten abtransportiert worden sei. Der Großteil der Regierung Dönitz wurde aber bei der benachbarten Marinesportschule im damaligen Sonderbereich Mürwik, wo sich der Sitz der provisorischen Regierung befand, festgenommen, womit der Zweite Weltkrieg in Europa endgültig sein Ende gefunden hatte.

### Von der Nachkriegszeit bis zur Gegenwart

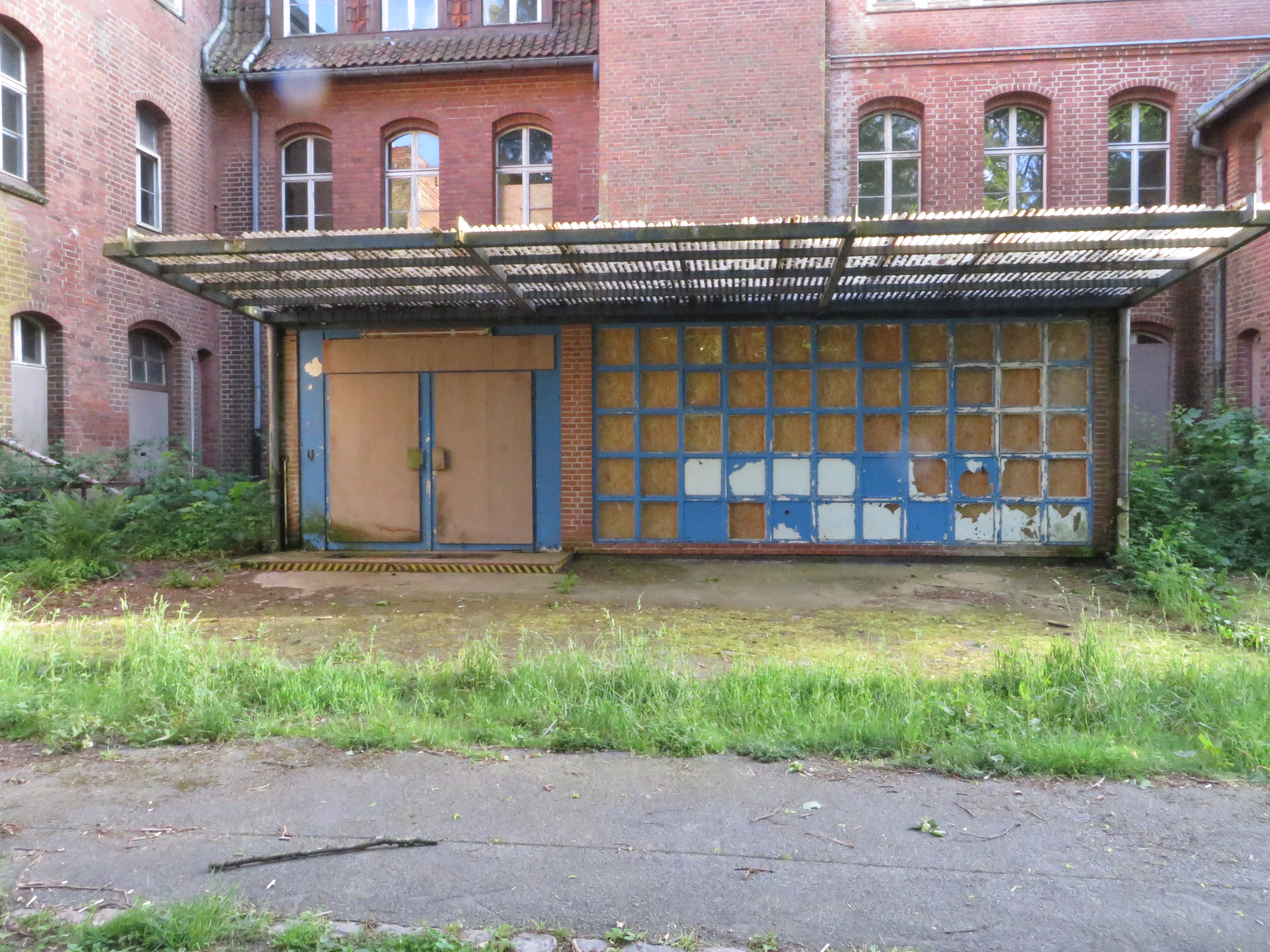
Ehemaliger Haupteingang zur Klinik Ost (2014)

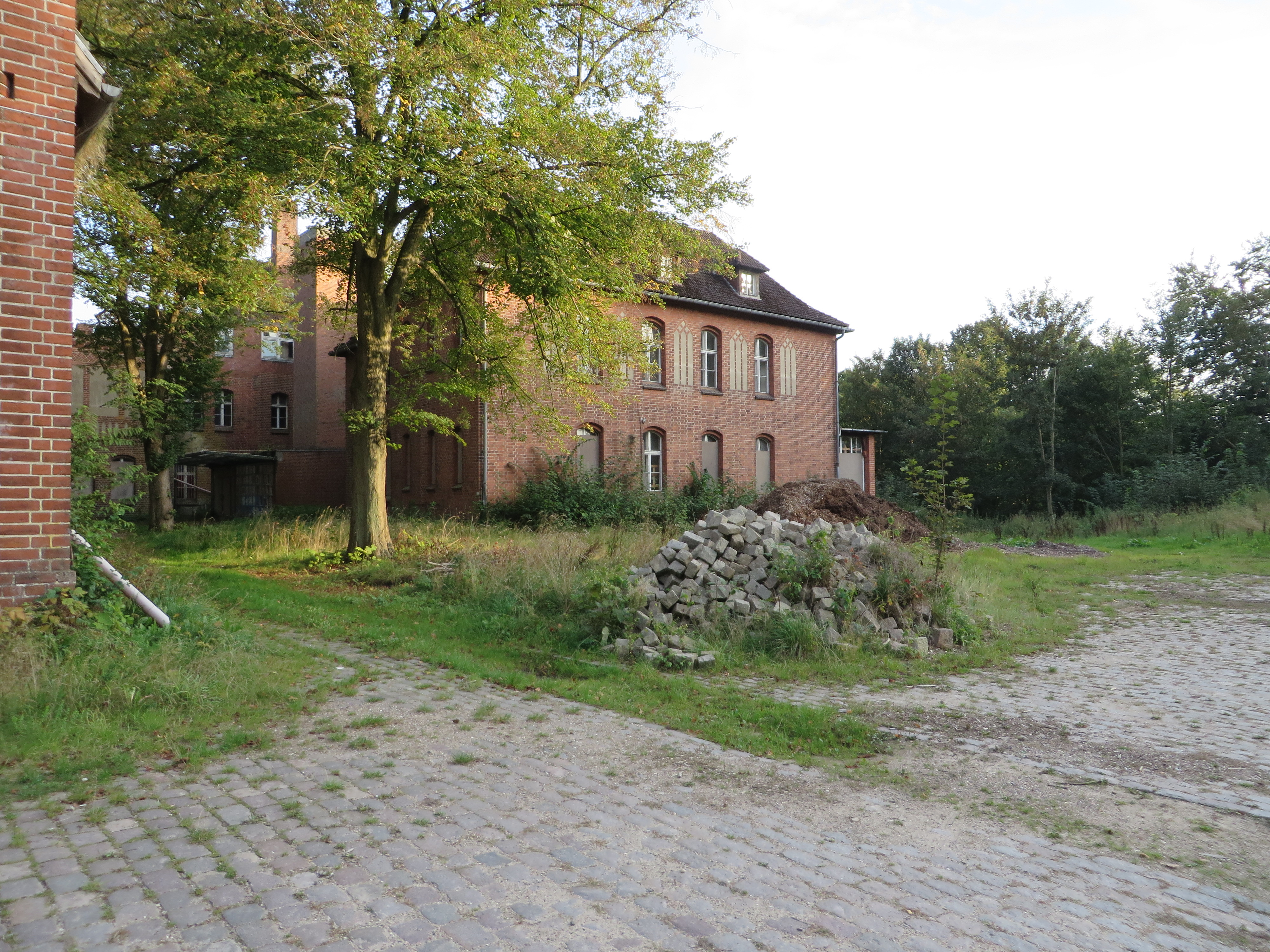
Standort des Schuppens, der trotz Denkmalschutz abgebrochen wurde. (2014)

Das Mürwiker Krankenhaus soll nach dem Krieg zeitweise in Teilen als ein Lager für die nach Flensburg gekommenen Flüchtlinge gedient haben, das offiziell jedoch nicht als Kriegsfolgenhilfe-Lager anerkannt war (vgl. Einwohnerentwicklung von Flensburg sowie Trampedachlager).
Im Herbst 1947 wurde der damals zusätzlich als Lazarett genutzte Gebäudeteil der Marineschule zusammen mit dem eigentlichen Marinelazarett in die Städtischen Krankenanstalten integriert. Das Marinelazarett erhielt damit den Namen Klinik Ost.
1989 wurde die Klinik Ost geschlossen. Nach der Schließung gab es Überlegungen, die Marineschule um die Gebäude des Marinelazaretts zu erweitern. Am 25. Februar 1989 bestätigte der Kommandeur der Marineschule, Flottillenadmiral Klaus-Dieter Sievert, öffentlich das Interesse, die Gebäude des Marinelazaretts zu übernehmen, um dort die steigende Anzahl von Offizieranwärtern unterzubringen. Im Oktober 1991 verwarf das Verteidigungsministerium die Pläne aus Kostengründen. So war das Marinelazarett von Leerstand betroffen. 
In dieser Zeit drangen Unbefugte ins Gebäude ein, welche noch Injektionsspritzen und Krankenakten vorfanden. Die Presse berichtete in Folge über den „Spritzenskandal“.
Ab 1993 diente die Gebäudekomplex als Unterkunft für Asylbewerber und Bürgerkriegsflüchtlinge. 1998 wurde die Unterkunft für Asylanten und Aussiedler im Marinelazarett geschlossen und eine neue Phase des Leerstandes begann.

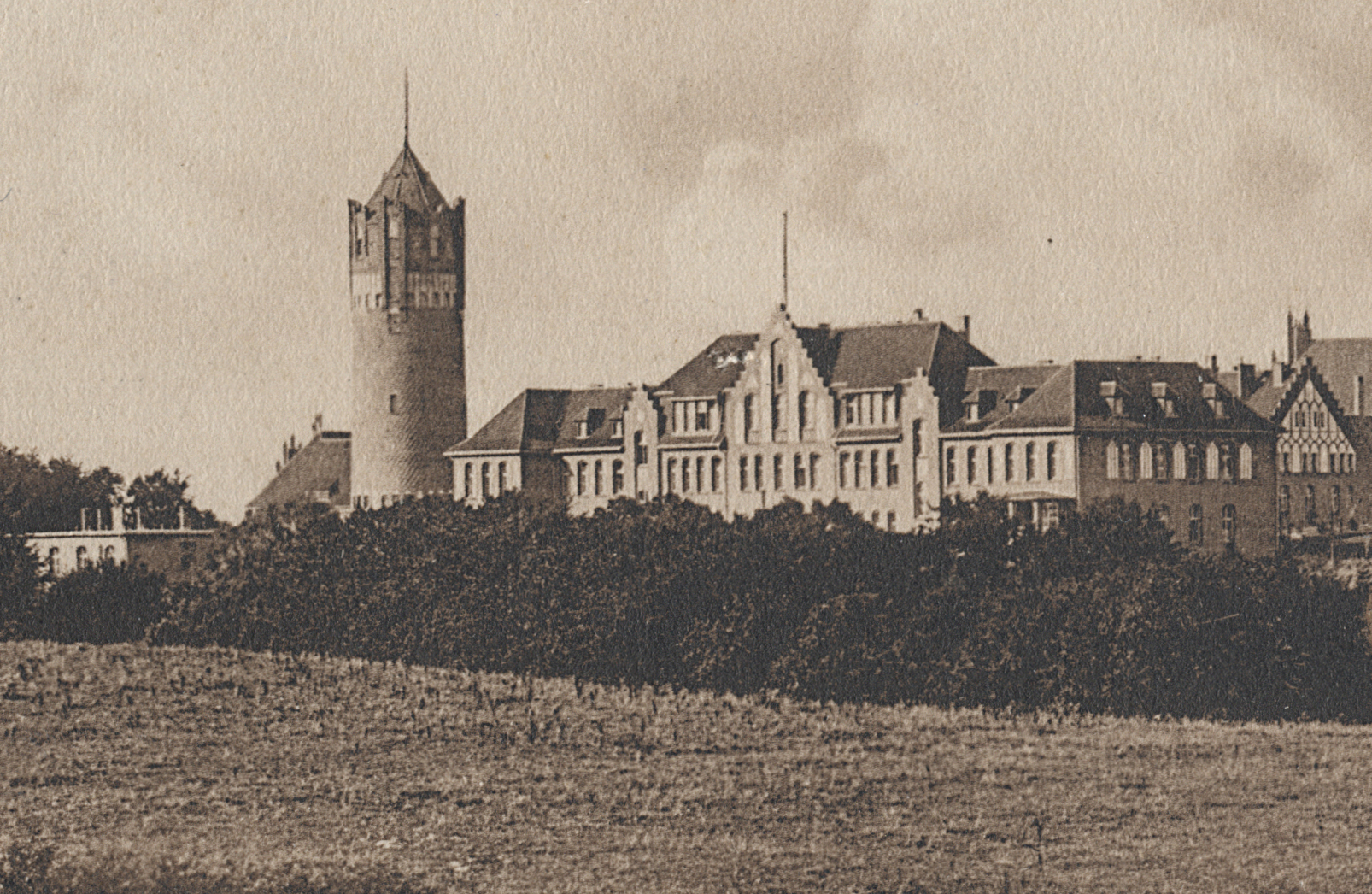
Das Marinelazarett um 1910

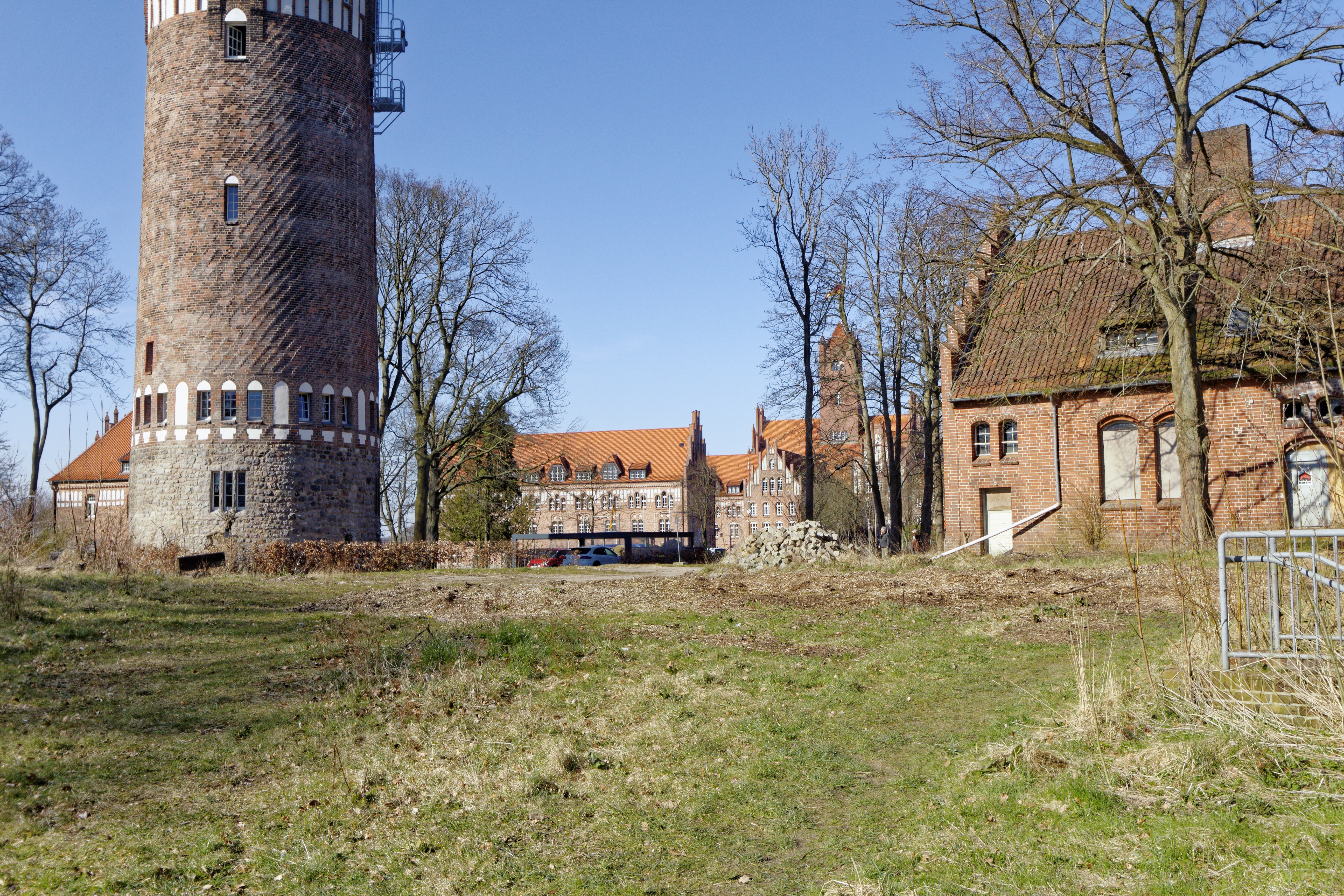
Vorburgbereich beim Marine-Wasserturm und dem Wirtschaftsgebäude, Blick Richtung Hauptturm der MSM (2015)

Das Marinelazarett ist heutzutage, genauso wie die zeitgleich entstandenen Gebäude der Marineschule, als Mürwiker Kulturdenkmal eingetragen. 2007 kaufte der dänische Unternehmer Fritz Matzen das Lazarett. 2009 gab er Pläne für das Hotel „Kelm-Hof“ bekannt, die aber bald darauf verworfen wurden. 2013 stellte er neue Pläne für eine Seniorenwohnanlage vor. Der als Kulturdenkmal Mürwiks ebenfalls eingetragene Marinelazarett-Schuppen wurde in dieser Zeit, als Fritz Matzen der Eigentümer war, ohne Genehmigung abgerissen. Auch verschafften sich in dieser Zeit auch einige sogenannte, angebliche Geisterjäger sowie Schauer-Touristen Zugang zum Gebäude.
Mit Übergabe zum 1. August 2014 kaufte das Unternehmen Dolphin Capital Projekt GmbH für 2,5 Millionen Euro das Kulturdenkmal – Grundbucheintragung war am 31. Oktober 2014. Der neue Eigentümer plant von den noch erhaltenen fünf denkmalgeschützten Gebäuden offenbar nur drei zu sanieren und als Eigentumswohnungen mit hohem Abschreibungspotenzial auf den Markt zu bringen. Zudem sind moderne Neubauten zur Nachverdichtung geplant, obwohl die Grünanlagen zum denkmalgeschützten Marinelazarett gehören. Die Burgzinnen gekrönte Fassade des Hauptgebäudes, dürfte schon durch ein vor Jahrzehnten direkt an der Kelmstraße gebautes Schwesternwohnheim, das heute als Mehrfamilienhaus genutzt wird, in seinem Ausdruck etwas geschwächt worden sein. Angepriesen wird das Projekt unter dem Namen „Dolphin an der See“, auch wenn das Areal nicht direkt an der Flensburger Förde liegt. Zurzeit stehen die Gebäude weiterhin leer und sind in ihrem Erhalt gefährdet.